# 科爾基亞
58°33′1″N 27°13′0″E / 58.55028°N 27.21667°E

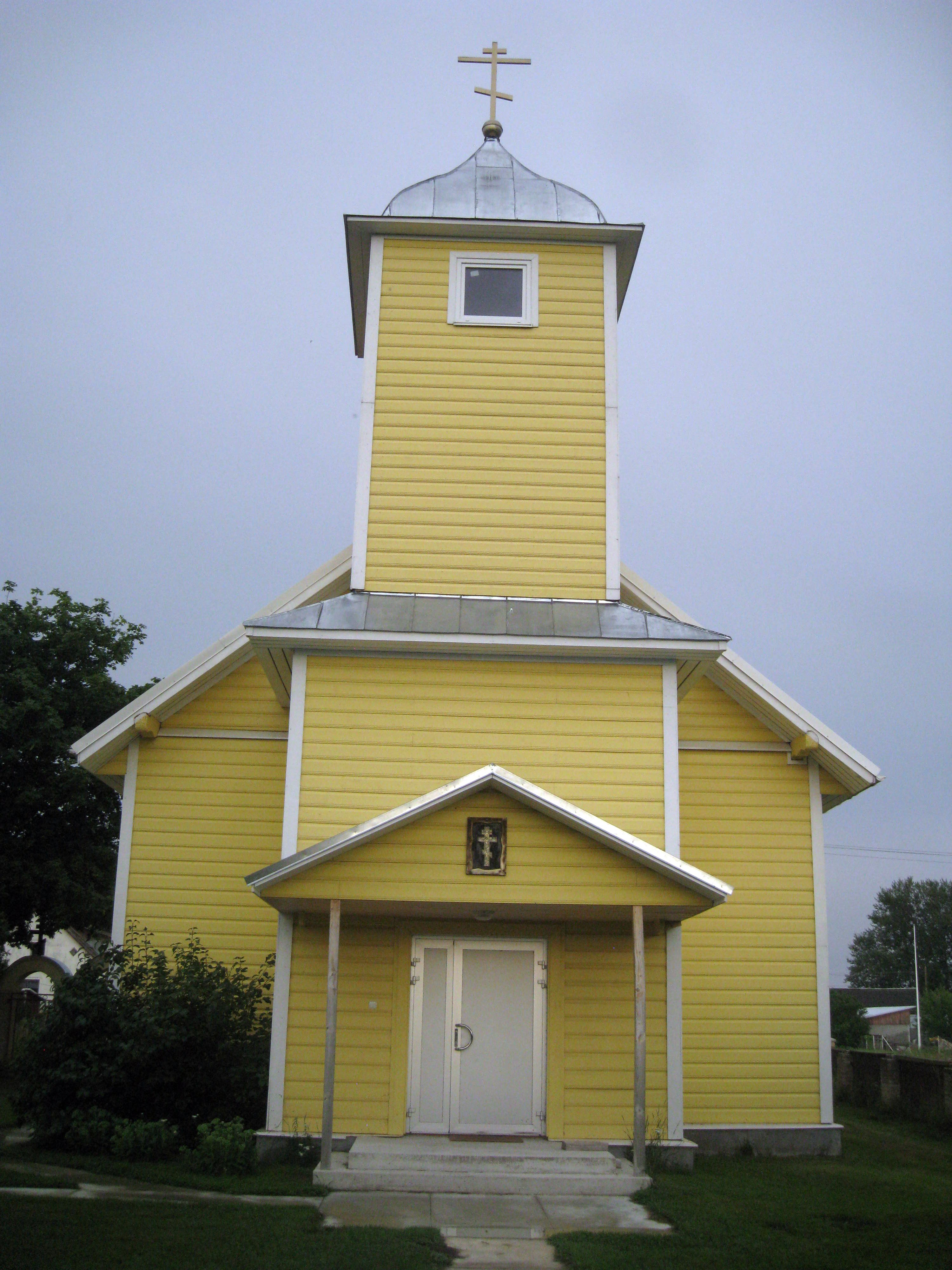
科尔基亚的旧礼仪派教堂

科爾基亞，是愛沙尼亞塔爾圖縣佩普西埃雷市镇内的小鎮，位於該國東南部，處於首都塔林東南面170公里，海拔高度33米，2011年該小鎮人口为277人。